# حسين جاسم (رياضي عراقي)
حسين جاسم مواليد 22 يوليو 1966، هو رياضي عراقي منافس في ألعاب القوى، شارك في مسابقة الوثب الثلاثي في دورة الألعاب الأولمبية الصيفية عام 1996.

## روابط خارجية
- حسين جاسم على موقع الاتحاد الدولي لألعاب القوى (الإنجليزية)
- حسين جاسم على موقع أوليمبيديا (الإنجليزية)